# Romances de ciego

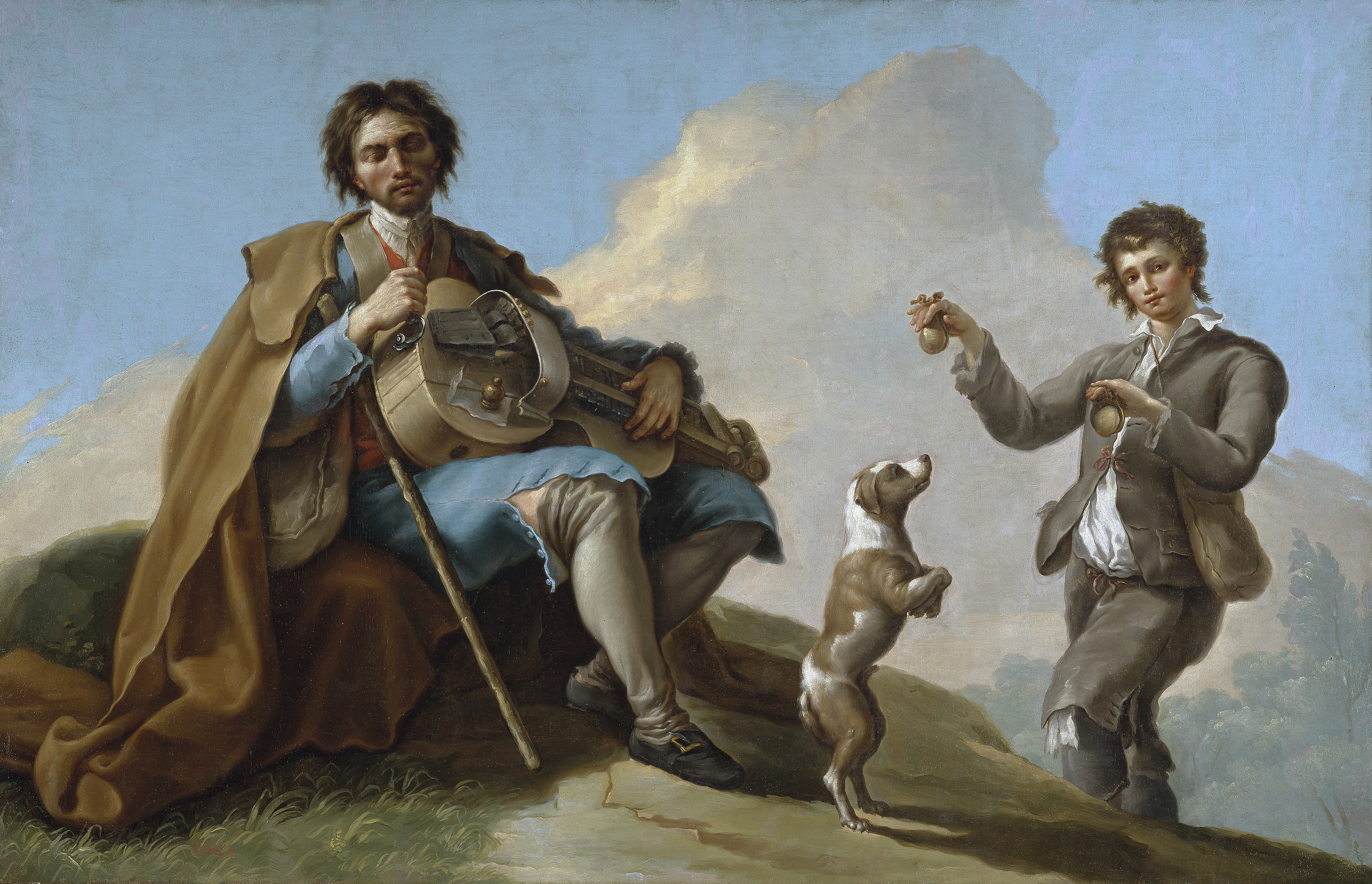
El ciego músico, pintado por Ramón Bayeu y Subías en 1786.

Romances de ciego o coplas de ciego se llama a un tipo de romance de raíces populares inscrito en el género de la llamada literatura de cordel. Similares en su métrica y estructura a los romances tradicionales, solían caracterizarse por su selección de temas truculentos o sucesos insólitos. Se imprimían en bastas ediciones de pliegos sueltos muy populares. Su difusión y sello iconográfico ha quedado ligado al arquetipo del «ciego de los romances», mendigo ciego que iba errante de pueblo en pueblo, relatando, cantando o vendiendo los ‘pliegos de cordel’, que llegaría a generar un personaje literario, de especial relevancia en la novela picaresca. Del mismo modo, singulares maestros de la pintura reflejaron en su obra el tema, entre ellos Francisco de Goya (en sus cartones para tapices y en sus grabados), Georges de la Tour o Ramón Bayeu.

## Formato

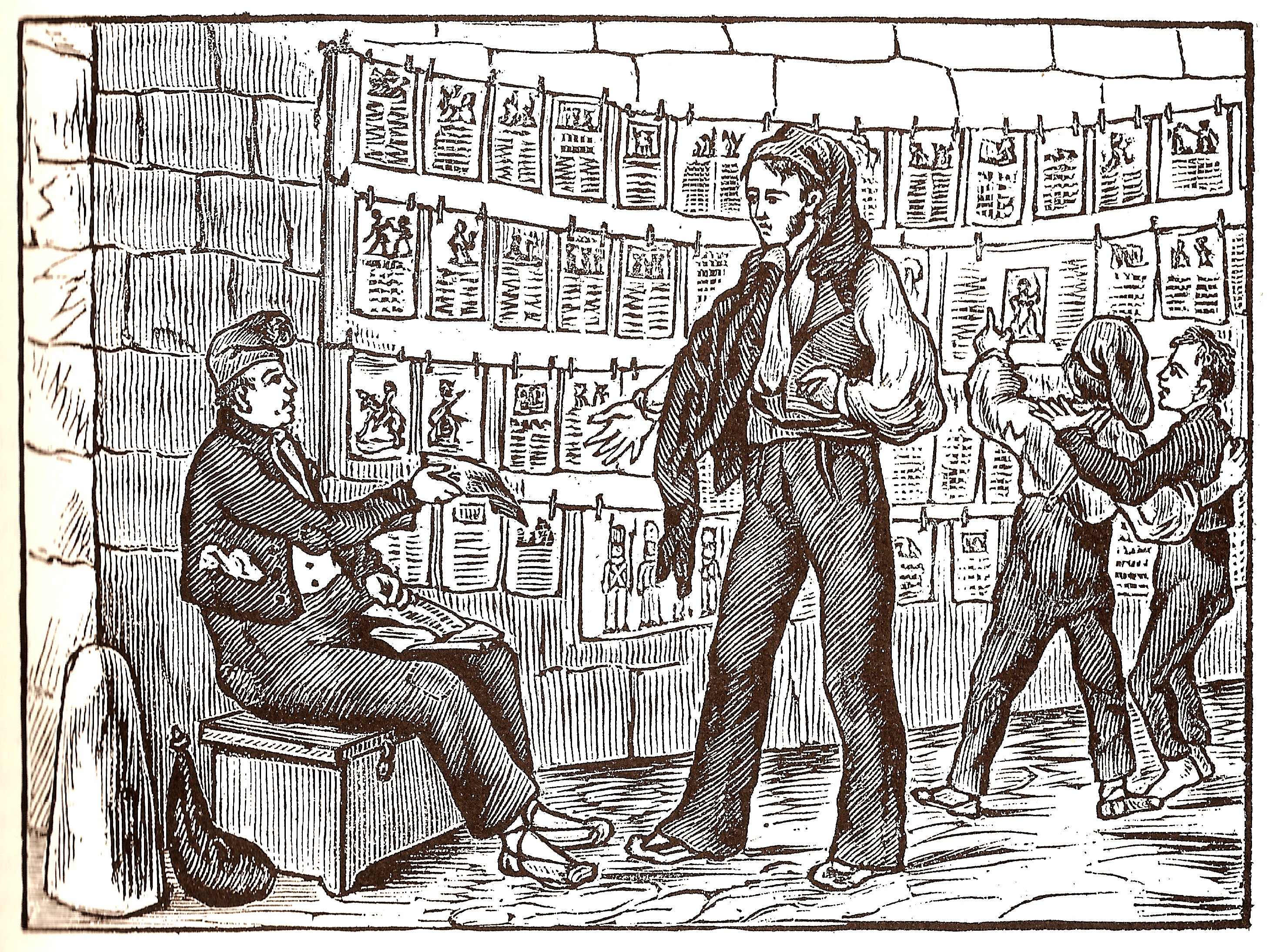
Ilustración sobre los romances de ciego vendidos en pliegos de caña o de cordel, en un grabado catalán de 1850 (recogido por Joan Amades en 1984).

Sin formato físico en su origen, como patrimonio de la literatura oral, los romances de ciego, para facilitar su comercio como objeto en venta, empezaron a imprimirse en un pliego doblado hasta conseguir ocho páginas y sin encuadernar, ilustrado con dibujos o grabados que mostraban los pasajes más llamativos de la historia (grabados que solían ser usados en relatos diferentes). La expansión popular de la imprenta a través de la prensa fue desplazando la popularidad de los romances de ciego o pliegos de cordel ya a finales del siglo xix.

## Análisis estructural
Comentando a Joaquín Marco, Antonio Lorenzo en su estudio Una aproximación a la literatura de cordel, enumera una lista de notas comunes ellos:
1. carácter oral (es frecuente una introducción dirigida a captar la atención del auditorio);
2. publicidad y exageración de la historia que se va a contar;
3. esquematismo de raíz medieval;
4. abundancia de detalles morbosos y descritos de forma minuciosa;
5. constante implicación del auditorio con alusiones directas;
6. invocaciones a la Virgen o a la Fama;
7. se insiste en la verosimilitud del relato (como en el actual basado en un hecho real);
8. razones morales o finales moralizantes;
9. frecuentes actitudes antifeministas;
10. de forma ocasional se da el nombre del autor o impresor;
11. se pide perdón por las faltas cometidas;
12. desenlaces breves (como si hubiera que “salir corriendo ya”);

## Difusión
Como modelo de literatura popular en Europa (y con diversa estructura formal), ya desde sus precedentes en el siglo xvi, los romances de ciego arraigaron en Brasil, donde aún tienen cierta difusión y permanencia los pliegos de cordel.

## Monografías españolas
La difusión y estudio de los romances de ciego en España ha sido tratada por dos especialistas en este capítulo literario de la antropología, la etnografía y el folclore, Julio Caro Baroja y Joaquín Díaz González; de este último, músico e investigador, cabe destacar su trabajo publicado en 1979 Romances de ciego, una recopilación de piezas musicadas de literatura de cordel musicadas por el propio Joaquín Díaz y José Delfín Val y Candeal.
Otras recopilaciones, más antiguas, que pueden citarse son, por ejemplo: Romances de ciego (Manuel Ossorio y Bernard, 1883; Romances de ciego. Primera serie : galería humorística de tipos populares (Manuel María Rincón, 1896); Coplas y chistes muy graciosos para cantar y tañer al tono de la viguela Gaspar de la Cintera, 1570).

## Algunos romances de ciego populares y otras estampas
Como la lista sería demasiado larga y discutible, pueden servir de ejemplo los siguientes romances:
Las 299 novias por 5 céntimos, Doña Teresa de Rivera, Los calzones y las alforjas, El crimen de la Ermita del Cristo del Otero,  El crimen de Ceclavín; Una hija mata a su madre porque quería casarla contra su voluntad; e incluso, ya en el siglo xx, ejemplos como el Crimen de Nijar. 

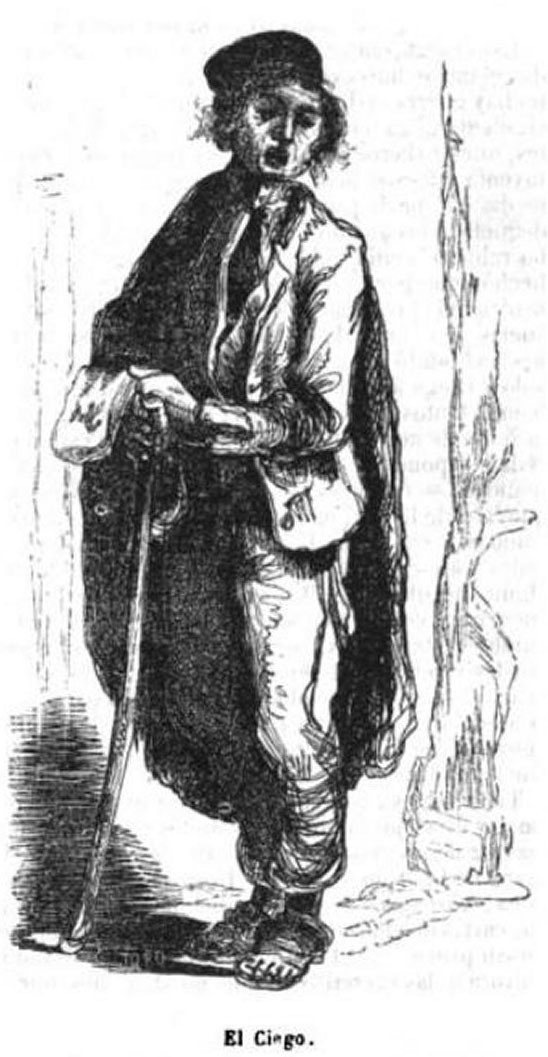
El ciego de los romances (1851)
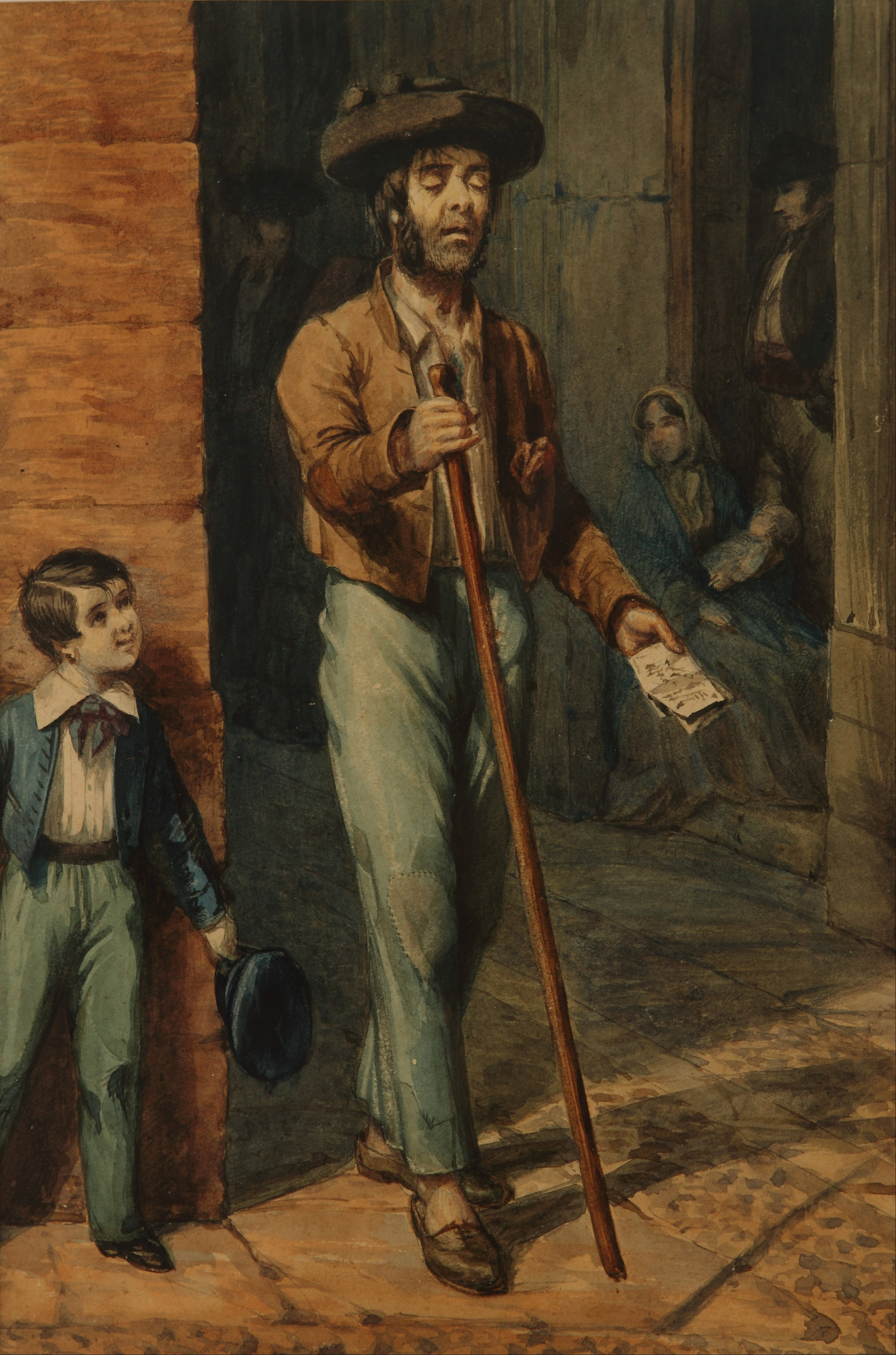
Ciego gaditano (ca. 1840)
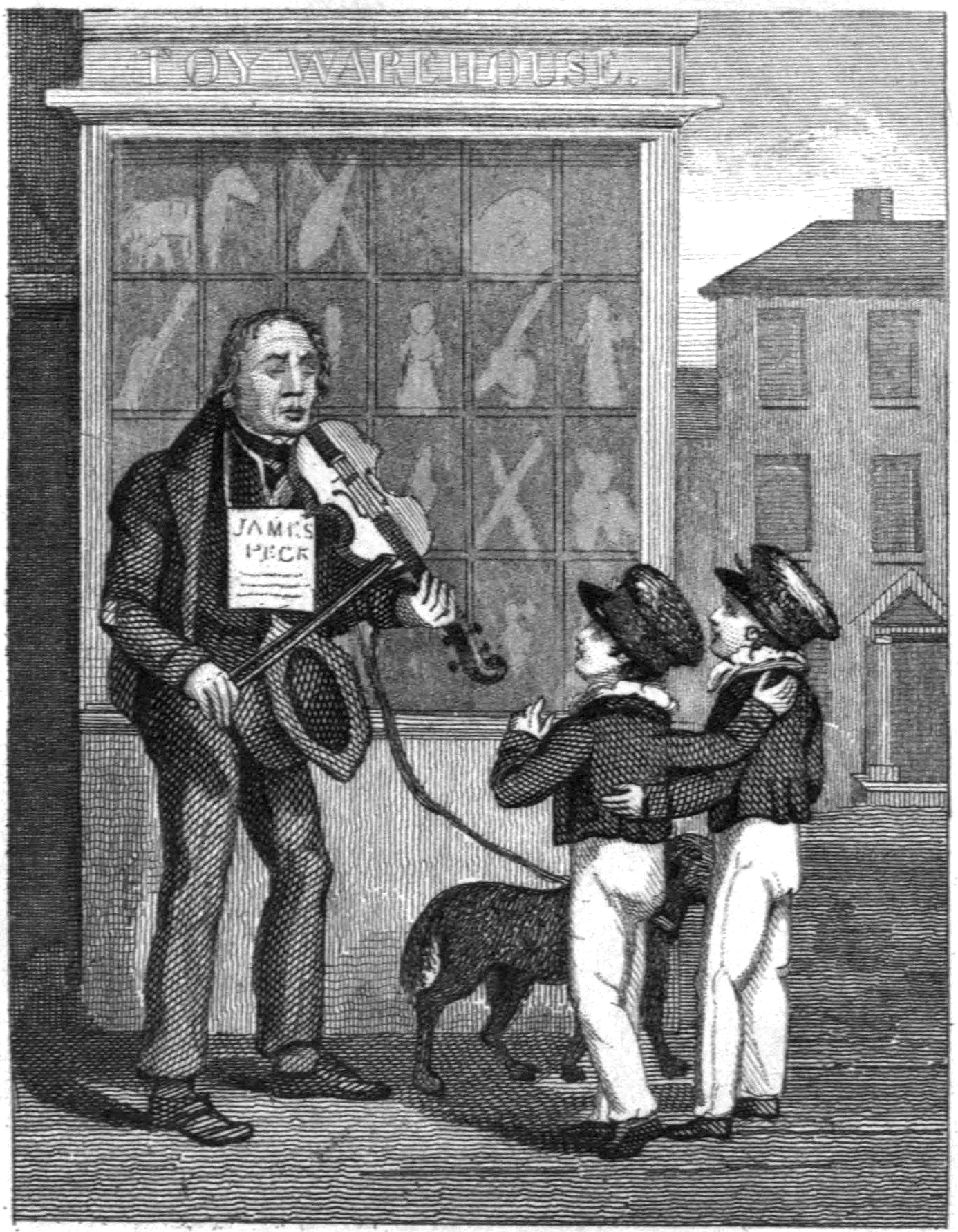
El violinista ciego (1828)
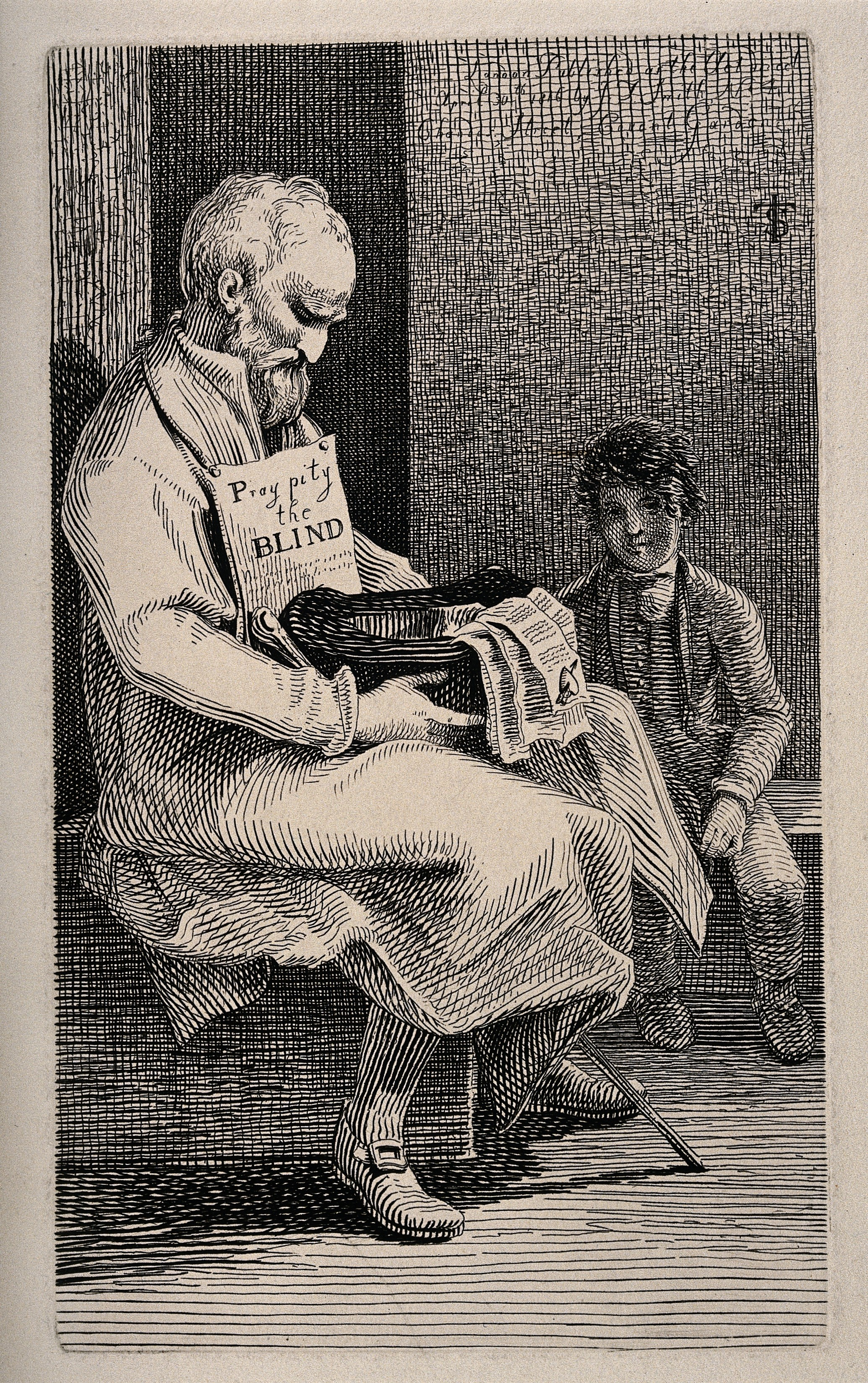
El vendedor de “Sonetos de Amor” (1816)
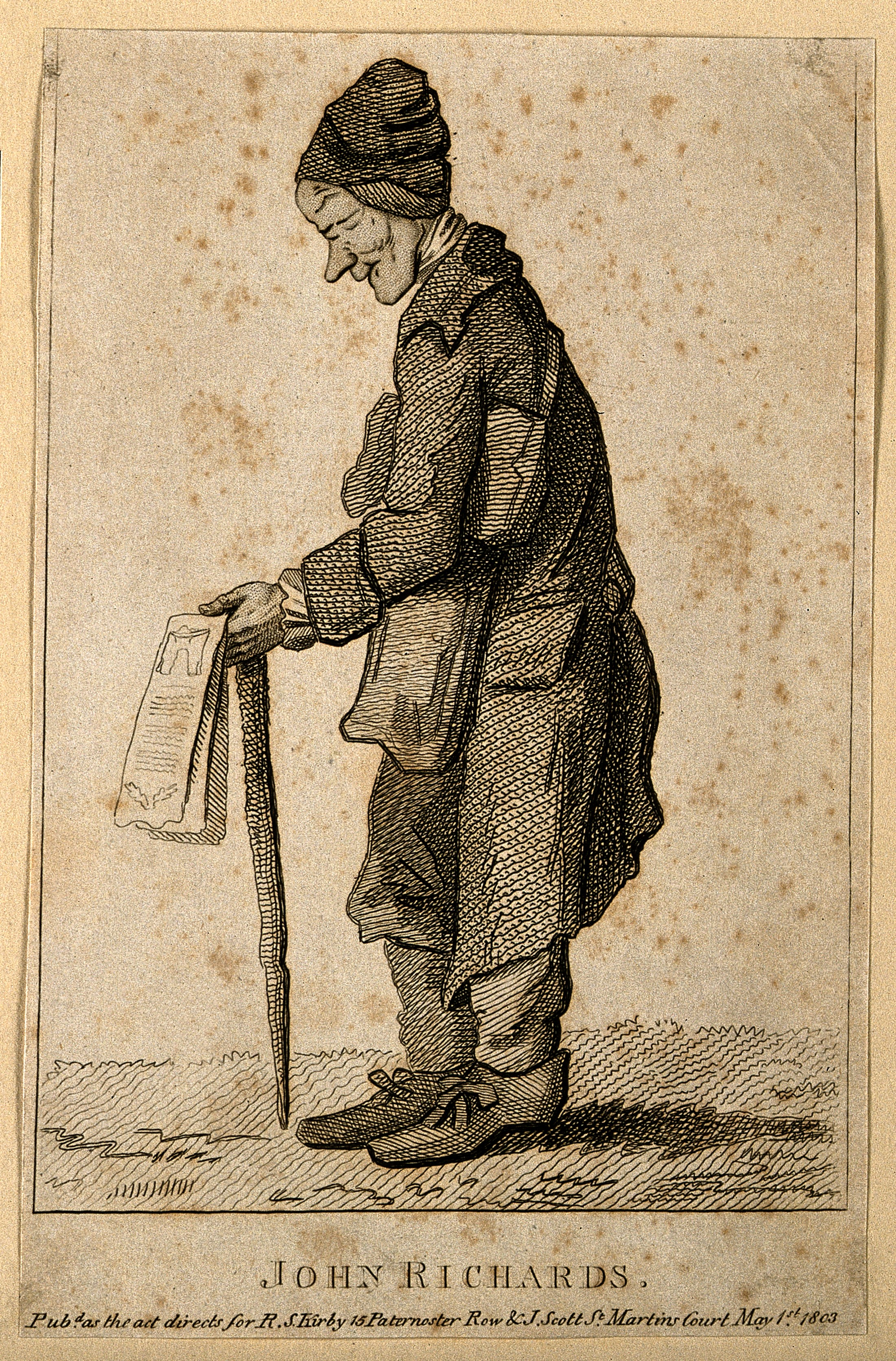
El ciego de los romances (1803)

## El ciego de los romances
Varios autores han dedicado momentos de su obra a la figura conocida como el ciego de los romances,  cuentacuentos, músico, gacetillero, histrión monótono y melodramático, desde el siglo xvi hasta el xx. Lo definió Peter Burke en su libro dedicado a La cultura popular en la Europa moderna, como «creador-transmisor ya desde el origen de la literatura». Lo cantó el arcipreste de Hita en el xiv, y desde entonces el ‘compositor-cantor-vendedor’ ha dado vida a una completísima iconografía (desde el primitivo grabado al cine contemporáneo). El ciego de los romances, acompañado de su lazarillo y, cuando podía, de su acordeón, zanfona o violín, acaparó la misión de difusor de una literatura popular y populachera, materializada en los «pliegos de cordel» —y antes «de ciego»—, en su incansable viaje por ferias, plazas y remotas aldeas. La literatura del Siglo de Oro lo describe en La vida de Lazarillo de Tormes y Miguel de Cervantes lo retrató por boca de Pedro de Urdemalas:

Fuime y topé un ciego

a quien diez meses serví

...que a ser años, yo supiera

lo que no supo Merlín.

Aprendí la jerigonza

y a ser vistoso aprendí,

y a componer oraciones

en verso airoso y gentil...
 Miguel de Cervantes

Otros muchos serían los ejemplos de la presencia del personaje en la dramaturgia española del Siglo de Oro, sirva de ejemplo el que protagoniza el entremés de Lanini titulado El día de San Blas en Madrid, y recogido en la Colección rarísima de entremeses, bailes y loas intitulada Migajas del ingenio, publicada por Cotarelo y Mori en 1908.
También los inmortalizó el refranero. «Lo cantan los ciegos», decía el refrán barroco (recogido por Luis Galindo en sus Sentencias filosóficas y morales en 1660-1669); o el dicho bajoaragonés «si quieres que el ciego cante, la paga delante».

### La descripción de Salvador Rueda
El vate Salvador Rueda, considerado precursor del modernismo, en el canto séptimo de su Poema Nacional, describe así al ciego de los romances:

Poco lucido de zancas,

mal estirado de piernas,
 
en girones y en harapos
 
la triste figura envuelta,
 
la guitarra á las espaldas
 
y el báculo en la derecha,
 
valido de un lazarillo
 
que le habilita la senda,
 
el ciego de los romances
 
se encamina a la plazuela.
Salvador Rueda (1890)